# Eirick Prairat
Eirick Prairat, né le 3 août 1957, est professeur de philosophie de l'éducation à l’Université de Lorraine et chercheur associé à l'Université du Québec à Montréal (GREE-UQAM). Il est membre honoraire de l'institut universitaire de France (Premier lauréat de la Chaire Sciences et Philosophie de l'éducation, promotion 2011-2016),,. Depuis 2022, il est également responsable de la série « Questions d’éducation et de formation » aux Éditions de l’Université de Lorraine (Édul), issue de la collection du même nom qu'il crée en 1998 avec Patrick Baranger aux PUN - Éditions Universitaires de Lorraine. Ses travaux portent sur les questions de la sanction, de l'autorité, des normes et, plus récemment, sur les enjeux éthiques et déontologiques du travail enseignant. Ses écrits sur la sanction éducative sont aujourd'hui bien connus ,. Eirick Prairat a publié une vingtaine d’ouvrages et plus d’une centaine d’articles et de notices dans des revues spécialisées.

## Carrière et travaux
Professeur de philosophie en lycée, Eirick Prairat est nommé Maître de Conférences à l'Institut Universitaire de Formation des Maîtres (IUFM) de Lorraine en septembre 1993. Il y formera les professeurs et les conseillers principaux d’éducation (CPE) et présidera la commission recherche de l'Institut de 1998 à 2002. Ses écrits sur la sanction éducative (1997-2003), ont inspiré plusieurs législations scolaires et notamment la réforme française des procédures disciplinaires de juillet 2000,. Dans son ouvrage La sanction en éducation, Eirick Prairat montre qu’il faut échapper à l’alternative binaire et immédiate « punir ou ne pas punir » pour ouvrir une troisième voie, celle de la sanction éducative. Une sanction éducative est une réponse au sens fort du terme, c’est-à-dire une réaction et une explication. Les procédures de réparation et de responsabilisation font bien évidemment partie des sanctions éducatives..
En octobre 2002, il est nommé professeur à l'Université Nancy 2 puis, après la fusion des établissements lorrains, à l'Université de Lorraine où il enseigne la philosophie de l'éducation. Membre fondateur du Laboratoire Interuniversitaire de Sciences de l'Éducation et de la Communication (LISEC, UR 2310) et de l'équipe Normes et Valeurs, il en est le directeur de 2005 à 2009. En 2011, il devient membre de l'Institut universitaire de France (chaire Sciences et philosophie de l'éducation), il y conduit un programme de recherche sur l'éthique enseignante à l'heure de la juridisation et du pluralisme moral, programme qui donnera lieu à plusieurs publications importantes.
Il défend notamment dans ses travaux sur l’éthique (voir son ouvrage Eduquer avec tact) que l’éthique enseignante est une éthique de la présence. Il faut entendre ce terme de présence en un triple sens. La présence : c’est d’abord un art d’être présent, à soi, aux autres, être en résonance avec la classe, avec le groupe avec lequel on travaille. Être attentif, pourrions-nous dire. La présence : c’est aussi un art d’être au présent, être là, ici et maintenant, dans l’immédiate actualité de ce qui se déploie. Être disponible. La présence, c’est enfin un art du présent au sens du cadeau, de ce que l’on donne : don de ses connaissances, de son savoir-faire, de son expérience. La présence est une manière d’être, une manière d’habiter la classe.
Dans son ouvrage Propos sur l'enseignement (PUF, 2019), il précise les trois grandes tâches assignées à la philosophie de l'éducation. La première est de définir des concepts, de clarifier des notions, ou de préciser le sens d'une interrogation. La deuxième tâche consiste à transmettre un corpus : des œuvres, des textes, des analyses. Faire connaître la pensée éducative des grands noms de la philosophie tels que Rousseau, Condorcet, Kant, Hegel, Alain, Arendt. La troisième et dernière tâche est de nous proposer des contributions qui tentent de nous faire comprendre le moment que l'on est en train de vivre. « Penser ce qui nous arrive » (Hannah Arendt). 
Dans son dernier ouvrage L’école des Lumières brille toujours (ESF Sciences Humaines, 2022), il montre que l’école de la République est fille des Lumières, de ce courant de pensée qui naît au XVIIIe siècle et qui en appelle à l’émancipation. Le père de l’école républicaine n’est autre que le mathématicien et philosophe Nicolas de Condorcet (1743-1794). Nous trouvons dans son œuvre les cinq grands principes qui dessinent et portent le projet d’une école républicaine (l’hospitalité, la gratuité, la laïcité, la mixité et l’exigence de justice). Il montre également, dans ce dernier livre, que notre école va devoir relever cinq grands défis, structurels ou inédits.  
Les premiers, structurels, sont sans cesse recommencés car inscrits au cœur même du projet républicain. Comment rendre l’école plus hospitalière, plus efficace, plus juste ? Défis d’hier, d’aujourd’hui et de demain. Deux nouveaux défis, plus inquiétants, l’avènement de la post-vérité et l’urgence du vivant, sont apparus ces deux dernières décennies. La post-vérité est un mal sournois qui se plait à mimer l’art de raisonner. Elle subvertit nos compétences cognitives et menace l’École dans sa tâche de transmission des savoirs et des connaissances. L’urgence du vivant (ou urgence écologique) nous invite à redéfinir notre rapport à l’altérité, à tout ce qui est autre que nous et dont nous dépendons pour vivre. Il ne s’agit plus seulement d’apprendre à penser mais, plus fondamentalement, de changer notre forme de présence au monde.
Conférencier invité dans de nombreux instituts et universités en France et à l'étranger, il fait partie, en 2010, du comité d'experts chargés de préparer les États Généraux sur la Parentalité. En 2012, il participe à la concertation nationale « Refondons l'école de la République » puis, en 2013, il intervient dans un colloque au conseil d'État sur « la fonction publique face à la déontologie »,,. Il est actuellement membre des conseils scientifiques de l'Institut de Recherche et de Documentation Pédagogique de Neuchâtel (Suisse) et de la Mission laïque française (Mlf). Il a participé de 2016 à 2018 aux travaux du Conseil scientifique de l'Éducation nationale ,. En 2021 et 2023, il a été au programme des cours du prestigieux Collège Belgique sur les thèmes Autorité et modernité et Éthique et hospitalité.
Histoire, philosophie et sens de l'école. Mélanges offerts à Eirick Prairat, ouvrage coordonné par Emmanuel Nal et publié en avril 2025, revient sur 30 années de vie universitaire et de publications. « Le champ de la philosophie de l’éducation, peut-on notamment lire en 4e de couverture, doit beaucoup à Eirick Prairat, tant par le rayonnement de ses travaux que par ses actions après sa nomination à la chaire Sciences et philosophie de l’éducation de l’Institut universitaire de France. En 2007, Eirick Prairat créait l’équipe « Normes et valeurs » du Laboratoire interuniversitaire des sciences de l’éducation et de la communication (Lisec – Université de Strasbourg, Université de Lorraine, Université de Haute-Alsace), qui s’est dès lors affirmée dans le champ de l’éducation et de la formation, en faisant dialoguer histoire, philosophie, pédagogie, didactique et psychanalyse ».

## Principaux ouvrages
- L’école des Lumières brille toujours. Les grands défis de l’école de demain, ESF Sciences Humaines, 168 pages, 2022
- Propos sur l'enseignement, Presses universitaires de France, 370 pages, 2019 [22]
- Eduquer avec tact, ESF Sciences Humaines, 160 pages, 2017; rééd. en 2022 [23]
- Quelle éthique pour les enseignants ?, De Boeck, 116 pages, 2015 [24]
- Les mots pour penser l'éthique, collection « Questions d'éducation et de formation », PUN - Éditions Universitaires de Lorraine, 144 pages, 2014 [25]
- La morale du professeur, Presses universitaires de France, 288 pages, 2013 [26]
- De la déontologie enseignante, collection « Quadrige », Presses universitaires de France, 192 pages, 2009 [27],[9]
- La sanction en éducation, coll. « Que sais-je ? », Presses universitaires de France, 128 pages, 2003 rééd. en 2024 [28]
- Questions de discipline à l’école, collection « Trames », Editions Erès, 160 pages, 2002 rééd. en 2013 [29]
- Sanction et socialisation. Idées, résultats et problèmes, collection « Pédagogie théorique et critique », Presses universitaires de France, 232 pages, 2001 rééd. en 2002 [30],[9]
- Penser la sanction. Les grands textes, Editions L’Harmattan, 312 pages, 1999 rééd. en 2005 [31]
- La sanction. Petites méditations à l’usage des éducateurs, Editions L’Harmattan, préface de Philippe Meirieu, 136 pages, 1997 rééd. en 2013 [32],[33]
- Eduquer et punir. Généalogie du discours psychologique, collection « Forum de l'IFRAS », PUN - Éditions Universitaires de Lorraine, 300 pages, 1994 [34]

## Principales directions d'ouvrages
- Ethique & politiques éducatives, avec Michel Fabre et Henri Louis Go, collection « Questions d'éducation et de formation », PUN - Éditions Universitaires de Lorraine, 244 pages, 2017
- À l'école de Foucault, collection « Questions d'éducation et de formation », PUN - Éditions Universitaires de Lorraine, ouvrage publié avec le concours du Centre Michel Foucault, 156 pages, 2014 [35]
- L'éthique de l’enseignement. Enjeux personnels, professionnels et institutionnels, collection « Questions d'éducation et de formation », PUN - Éditions Universitaires de Lorraine, 186 pages, 2014 [36]
- L'autorité éducative : déclin, érosion ou métamorphose, collection « Questions d'éducation et de formation », PUN - Éditions Universitaires de Lorraine, 160 pages, 2010 réimpression en 2011 [37]
- La médiation. Problématiques, figures, usages, collection « Questions d'éducation et de formation », PUN - Éditions Universitaires de Lorraine, 229 pages, 2007 [38]
- Les valeurs : Savoir et éducation à l’école, collection « Questions d'éducation et de formation », avec Bernard Andrieu, PUN - Éditions Universitaires de Lorraine, 152 pages, 2003 [39]
- École en devenir, école en débat, collection « le forum – IRTS de Lorraine », avec Pierre-André Dupuis, Editions L’Harmattan, 117 pages, 2000 [40]

## Principales notices
- « École de Hannah Arendt (L') », Publictionnaire, Dictionnaire encyclopédique et critique des publics,‎ 7 mars 2023 (lire en ligne)
- « Bonnet d’âne, Cabinet noir, Férule, Pensum, Sanction éducative, Verges », dans Isabelle Poutrin et Elisabeth Lusset, Dictionnaire du Fouet et de la fessée. Corriger et punir, Paris, Presses universitaires de France, 2022, 816 p. (ISBN 9782130818984, lire en ligne), p. 113-114, 115-117, 320-321, 587-588, 662-665 et 709-711
- « Déontologie, Ethique, Sanction et Valeur », dans Alain Kerlan et Bérengère Kolly, Dictionnaire de philosophie de l’éducation, Paris, EFS Sciences humaines, 2021, 176 p. (ISBN 9782710144151), p. 81, 30, 109 et 62
- « Instruction publique », Publictionnaire, Dictionnaire encyclopédique et critique des publics,‎ 20 septembre 2015 (lire en ligne)
- « Autorité », dans Agnès Van Zanten, Dictionnaire de l’Education, Paris, Presses universitaires de France, coll. « Dictionnaires Quadrige », 2008, p. 32-36
- « Éthique des enseignants », dans Agnès Van Zanten, Dictionnaire de l’Education, Paris, Presses universitaires de France, coll. « Dictionnaires Quadrige », 2008, p. 297-299

## Ouvrages consacrés à ses travaux
- Emmanuel Nal (dir.), Histoire, philosophie et sens de l'école : Mélanges offerts à Eirick Prairat, Nancy, Éditions de l'Université de Lorraine, coll. « Prestige », 2025, 246 p. (ISBN 9782384511594)
- Henri-Louis Go (dir.), Éthique et éducation : Questions à Eirick Prairat, Rouen, Presses universitaires de Rouen et du Havre, 2018, 288 p. (ISBN 979-10-240-1508-8, DOI https://doi.org/10.4000/books.purh.13296)